# Jakob Rosenberg (Kunsthistoriker)
Jakob Rosenberg (* 5. September 1893 in Berlin; † 7. April 1980 in Cambridge, MA) war ein Kunsthistoriker deutsch-jüdischer Herkunft und ein Spezialist insbesondere für niederländische Handzeichnungen, Graphik und Gemälde.

## Leben
Jakob Rosenberg kam aus einer Kunsthändlerfamilie, ein Bruder war der Kunsthändler Saemy Rosenberg (1893–1971), der 1935 zum Konsortium um den Verkauf des Welfenschatzes gehörte, drei weitere Brüder waren ebenfalls im Kunsthandel tätig.
Von 1912 bis 1914 machte er zunächst ein Praktikum im Kunsthandel in München. Im Ersten Weltkrieg war Rosenberg Soldat und geriet 1915 in britische Gefangenschaft und gelangte durch einen Gefangenenaustausch in die Schweiz. Ab 1919 studierte er Kunstgeschichte, zunächst in Bern und Zürich, dann in Frankfurt und in München, wo er 1922 bei Heinrich Wölfflin promoviert wurde. Ab 1923 arbeitete er am Kupferstichkabinett Berlin unter Max J. Friedländer, zunächst als unbezahlter wissenschaftlicher Hilfsarbeiter, ab 1935 als Kustos. 1935 wurde er nach Ablauf des Frontkämpferprivilegs aus rassischen Gründen entlassen.
Nach einem ersten Aufenthalt 1936 in Harvard emigrierte Jakob Rosenberg 1937 in die USA, wo er durch Vermittlung von Adolph Goldschmidt und seines Freundes Paul J. Sachs an der Harvard University unterkam. Dort wurde er zunächst Research Fellow und Lecturer, 1940 Associate Professor und 1947 dann Professor. 1964 wurde er emeritiert. Parallel dazu war er ab 1939 Leiter der Graphischen Sammlung des Museum of Fine Arts, Boston. Er wurde 1954 in die American Academy of Arts and Sciences gewählt.
Jakob Rosenberg war seit 1922 verheiratet mit Elisabeth Husserl (1892–1981), der Tochter Edmund Husserls.

## Schriften (Auswahl)
- Die Handzeichnungen von Martin Schongauer. München 1923 (Dissertation).
- Jacob van Ruisdael. Berlin 1928.
- mit Elfried Bock: Die Zeichnungen alter Meister im Kupferstichkabinett. Staatliche Museen zu Berlin. Die Niederländischen Meister. Frankfurt am Main 1930.
- mit Max J. Friedländer: Die Gemälde Lucas Cranachs des Älteren. Berlin 1932; 2. Auflage Basel 1979.
- Rembrandt. Life and work. Cambridge, Mass. 1948.
- Great draughtsmen from Pisanello to Picasso. Cambridge, Mass. 1959.
- Die Zeichnungen Lucas Cranachs. Berlin 1960.